# Xoáy nghịch

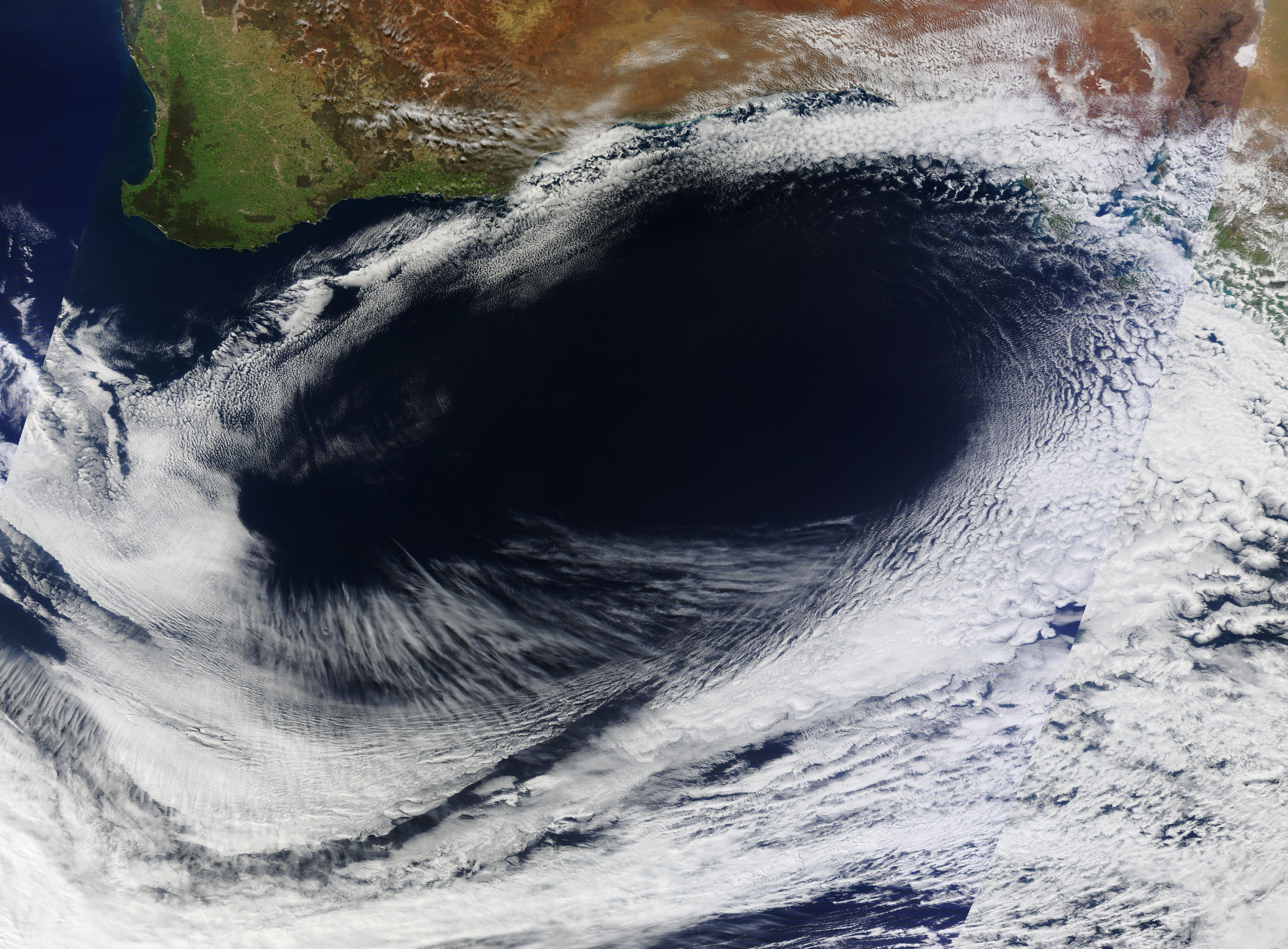
Một xoáy nghịch

## Định nghĩa
Một xoáy nghịch (ngược với xoáy thuận) (hay còn gọi là xoáy tản) là một hiện tượng thời tiết được định nghĩa là "một vòng tuần hoàn gió ở quy mô lớn xung quanh một vùng áp cao, theo chiều kim đồng hồ ở Bắc bán cầu, ngược chiều kim đồng hồ ở Nam bán cầu, với những đường đẳng áp khép kín. Gradien khí áp trong xoáy nghịch hướng từ tâm ngoài. Gió ở vùng trung tâm xoáy nghịch yếu, đôi khi nặng gió, ở vùng ngoại vi mạnh hơn.Tốc độ gió mạnh nhất thường thấy ở phía trước của xoáy nghịch.
Áp suất dao động khoảng 1010mb đến 1040mb. Đối với xoáy nghịch Xibia mùa đông đặc trưng khí áp cao đến 1080 mb. Các xoáy nghịch có thể chiếm giữ một diện tích rất rộng lớn, thường tương ứng với kích thích của lục địa.
Tần suất và cường độ của nó phụ thuộc vào mùa trong năm và trạng thái mặt trải dưới.
Trên các lục địa, các xoáy phát triển mạnh hơn về mùa đông, trên các đại dương ở các vĩ độ trung bình và cao thì phát triển mạnh vào mùa hạ, còn ở vùng phó nhiệt đới của các địa dương cả bắc lẫn nam bán cầu thì trong tháng tám, tháng chín.
Trong hệ thống xoáy nghịch, dưới tác dụng của gradien các dòng khí dịch chuyển dạng xoắn ốc tản từ tâm ra ngoìa.Vì thế quan sát ta  thấy dòng đi xuống của không khí từ những lớp cao hơn của tầng đối lưu.
"Sự lắng xuống" của các lớp khí dày, dẫn đến quá trình nóng lên của động lực và sinh ra nghịch nhiệt. Vì vậy, ở vùng trung tâm của xoáy nghịch thường thấy thời tiết ít mây, khô ráo, gió nhẹ.

## Đặc điểm

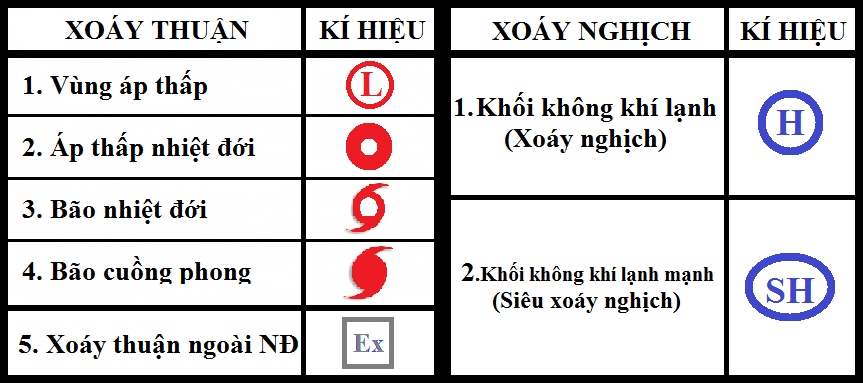
Bảng trên đây cung cấp các loại xoáy thuận, xoáy nghịch và kí hiệu của chúng.

- Khi xoáy nghịch chuyển động, người ta quan sát thấy có các dòng không khí đi xuống ở trung tâm, vì thế thời tiết trong xoáy nghịch thường là thời tiết tốt, quang mây và khô ráo. Mùa hạ, thời tiết trong xoáy nghịch thường nóng và quang mây, còn mùa đông thì trời nắng kèm theo lạnh giá.
- Ở vùng xoáy nghịch, khí áp giảm dần từ trung tâm ra ngoại vi, đường đẳng áp ở trung tâm xoáy nghịch có trị số lớn, đặc biệt, nó có thể đạt tới 1080mb. Chỉ ở ngoại vi xoáy nghịch mới có thể có Frông. Đa số xoáy nghịch có các lớp khí quyển dưới thấp là khối không khí đồng nhất, vì vậy chúng không có Frông và do đó thời tiết trong xoáy nghịch được quy định bởi các tính chất của khối không khí đó nên tương đối ổn định (hình 11.2). Xoáy nghịch là một vùng không khí lớn, đường kính có thể đạt tới trên 2.000 km. Sức gió trong xoáy nghịch nhỏ hơn trong xoáy thuận, trung bình khoảng 25 km/h

Sự hình thành : Gây nên bởi nguyên nhân sự hình thành xoáy thuận, cần phải tồn tại những nhân tố dẫn đến sự tăng lên của kí áp ở gần mặt đất và trong tầng đối lưu, liên quan chặt chẽ đến sự phát triển của xoáy thuận với vai trò chủ đạo là các front khí quyển , thì trong các xoáy nghịch, chúng không đem lại sự phát triển. Các xoáy nghịch được tạo nên trong các khí đoàn đồng nhất . Chúng xuất hiện trong không khí lạnh, không xa đường front lắm trên mặt đất.
Các xoáy nghịch và xoáy thuận thường tương xứng với nhau, cùng theo hướng với các dòng khí trong phần giữa tầng đối lưu
Hướng di chuyển của các xoáy nghịch trẻ, chủ yếu trùng với hướng của các dòng không khí ở độ cao 3–5 km. Theo mức độ phát triển của mình, xoáy nghịch có tốc độ chậm dần và theo xu hướng ít di chuyển.
Tốc độ trung bình của sự dịch chuyển là 25–35 km/h. Các xoáy nghịch chủ yếu dịch chuyển từ tây sang đông, lệch gần về nam, đối với Bắc bán cầu, về bắc đối với Nam bán cầu, tức là quỹ đạo của chúng có xu hướng về các vĩ độ thấp hơn. Các xoáy nghịch có hướng thể hiện rõ nét từ tây- bắc sang đông-nam ở Bắc bán cầu được gọi là nghịch cực.Sự xâm thực của xoáy nghịch từ phía Bắc, hoặc từ Đông-Bắc hoặc Đông Nam gọi là xâm thực ngoại cực